# Josef Podlipský
Josef Podlipský (30. listopadu 1816 Michle u Prahy – 20. září 1867 Praha) byl český lékař, novinář a politik.

## Život
Jeho otec byl sládek. Rodina se brzy přestěhovala do Hořiněvsi, kde se otec seznámil s Václavem Hankou a nechal si od něj zasílat české knihy. Pro celou rodinu to byl velký kulturní přínos. V deseti letech odešel Josef studovat gymnázium, filozofii a nakonec medicínu do Prahy. Jako student psal články do Květů a Světozoru. Roku 1838 uskutečnil s J. S. Preslem cestu do Uher a Haliče. O rok později přešel na univerzitu do Vídně, kterou dokončil získáním doktorského titulu v roce 1843. Poté působil jako lékař – nejdříve v nemocnici ve Vídni a od roku 1847 v Praze u profesora Hamerníka.
Během revoluce 1848 byl společně s Vávrou Haštalským redaktorem časopisu Slovanská lípa. V roce 1852 si otevřel vlastní ordinaci. Účastnil se veřejného života; spoluzakládal Spolek lékařů českých a přispíval do jeho časopisu (Časopis lékařův českých). Roku 1861 byl zvolen za poslance Českého zemského sněmu za okresy Nymburk a Benátky nad Jizerou.
Roku 1858 se oženil se Žofií Rottovou, známou pod jménem Sofie Podlipská. Jak ji, tak její sestru Karolinu Světlou podnítil k literární tvorbě. Z manželství se narodil syn, pozdější poslanec Prokop Podlipský. Dcera Ludmila se provdala za spisovatele Jaroslava Vrchlického.
Josef Podlipský patřil k oblíbeným lékařům. Chudé, kteří si nemohli dovolit zaplatit, ošetřoval zdarma. Vystupoval proti šarlatánství. Byl známý i širokým kulturním rozhledem, znalostmi přírodních věd, dějepisu, zeměpisu a literatury. Hrál také na klavír. Pro přátelskou povahu byl populární ve společnosti.